# Okap Będkowicki
Okap Będkowicki – schronisko w dolnej części Doliny Będkowskiej na Wyżynie Krakowsko-Częstochowskiej. Znajduje się we wsi Będkowice w województwie małopolskim, w  powiecie krakowskim, w gminie Wielka Wieś.

## Opis jaskini
Obiekt znajduje się w górnej części  lewego zbocza Wąwozu Będkowickiego, w niewielkiej odległości od dobrze widocznego ze ścieżki prowadzącej dnem tego wąwozu dużego otworu Groty Będkowickiej. Trójkątny otwór Okapu Będkowickiego znajduje się na bardzo stromym zboczu, wyżej niż Grota Będkowicka i jest dużo mniejszy, ale ze ścieżki jest widoczny. Za otworem stromo opada w dół niska szczelina. Jest sucha, w pełni widna i są w niej grzybki naciekowe. Na ścianach otworu rozwijają się glony, mchy i paprocie (m.in. zanokcica skalna i murowa). Ze zwierząt obserwowano muchówki, kosarze, pająki i ślimaki, a w namulisku znaleziono kości drobnych zwierząt.
Otwór schroniska znaleźli J. Nowak i J. Nowak w sierpniu 2011 r. Oni też go zmierzyli. Plan wykonał J. Nowak.
W skałach Wąwozu Będkowickiego jest kilka jaskiń: Grota Będkowicka, Komin Będkowicki, Schronisko nad Bramą Będkowską, Schronisko w Bramie Będkowskiej, Tunel Będkowicki, Tunel nad Bramą Będkowską, Tunel za Iglicą w Wąwozie za Bramą Będkowską. 

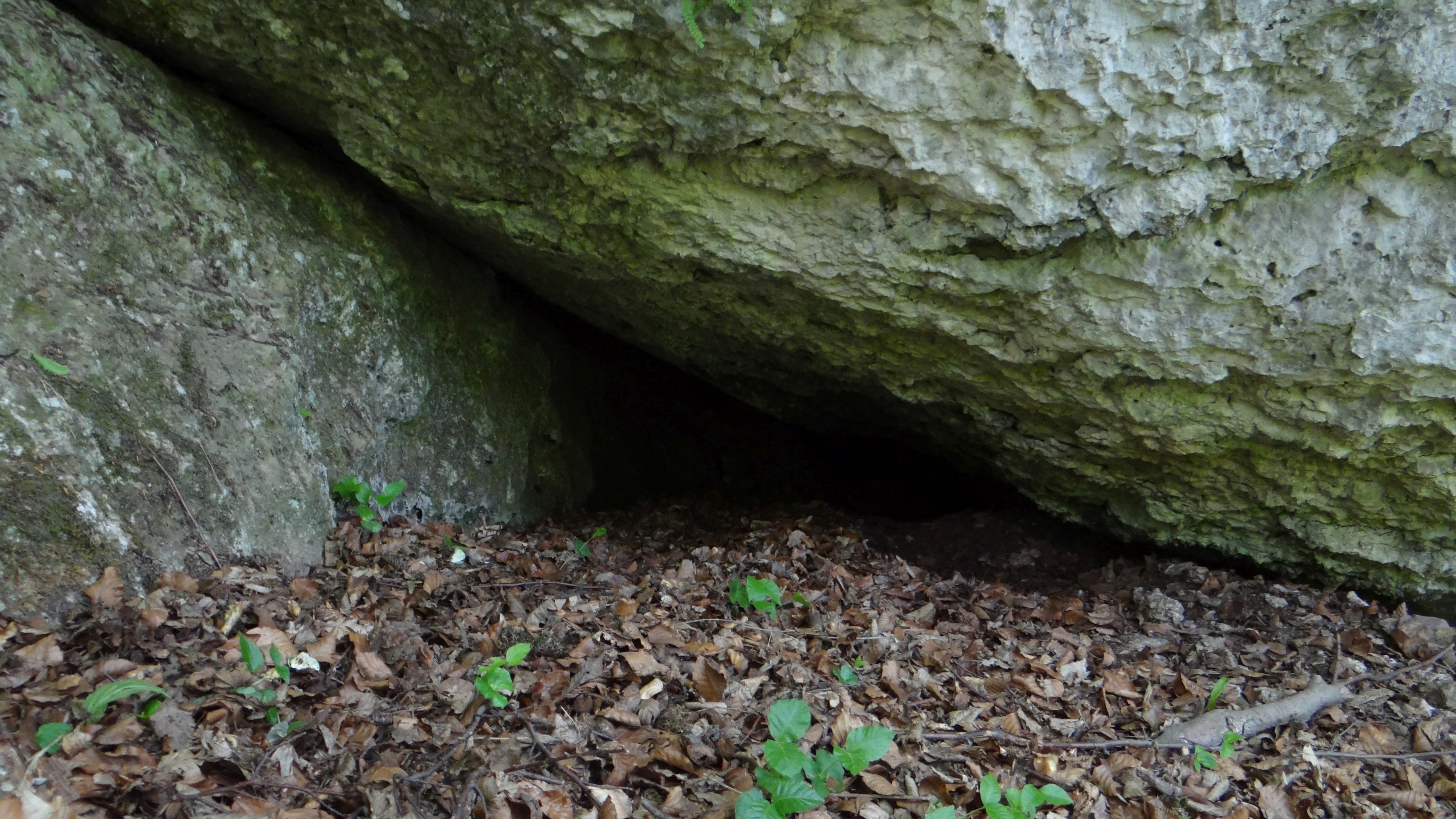
Otwór schroniska